# Prágai Szent Ágnes

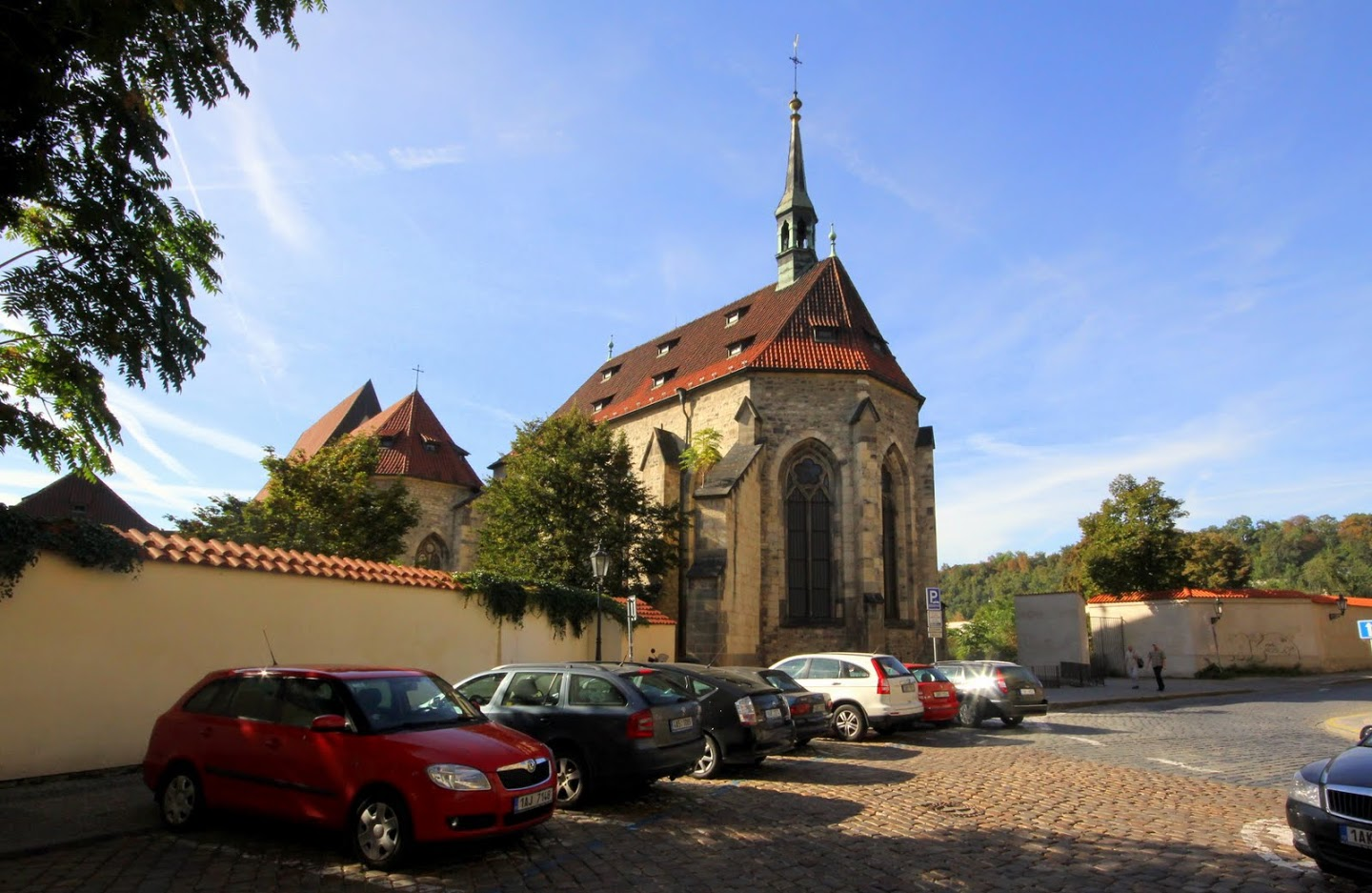
A Prágai Szent Ágnes-kolostor

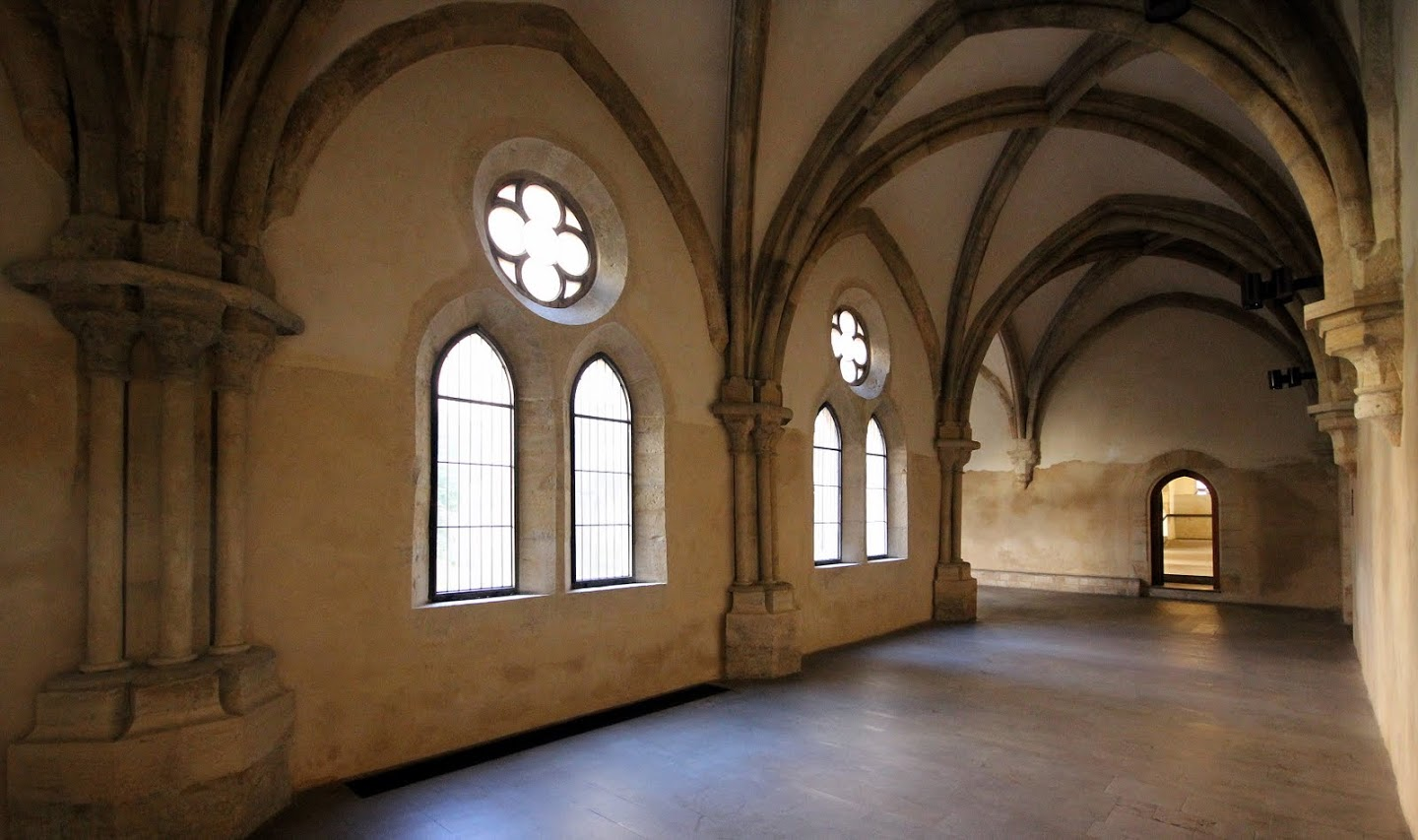
A kolostor kerengője

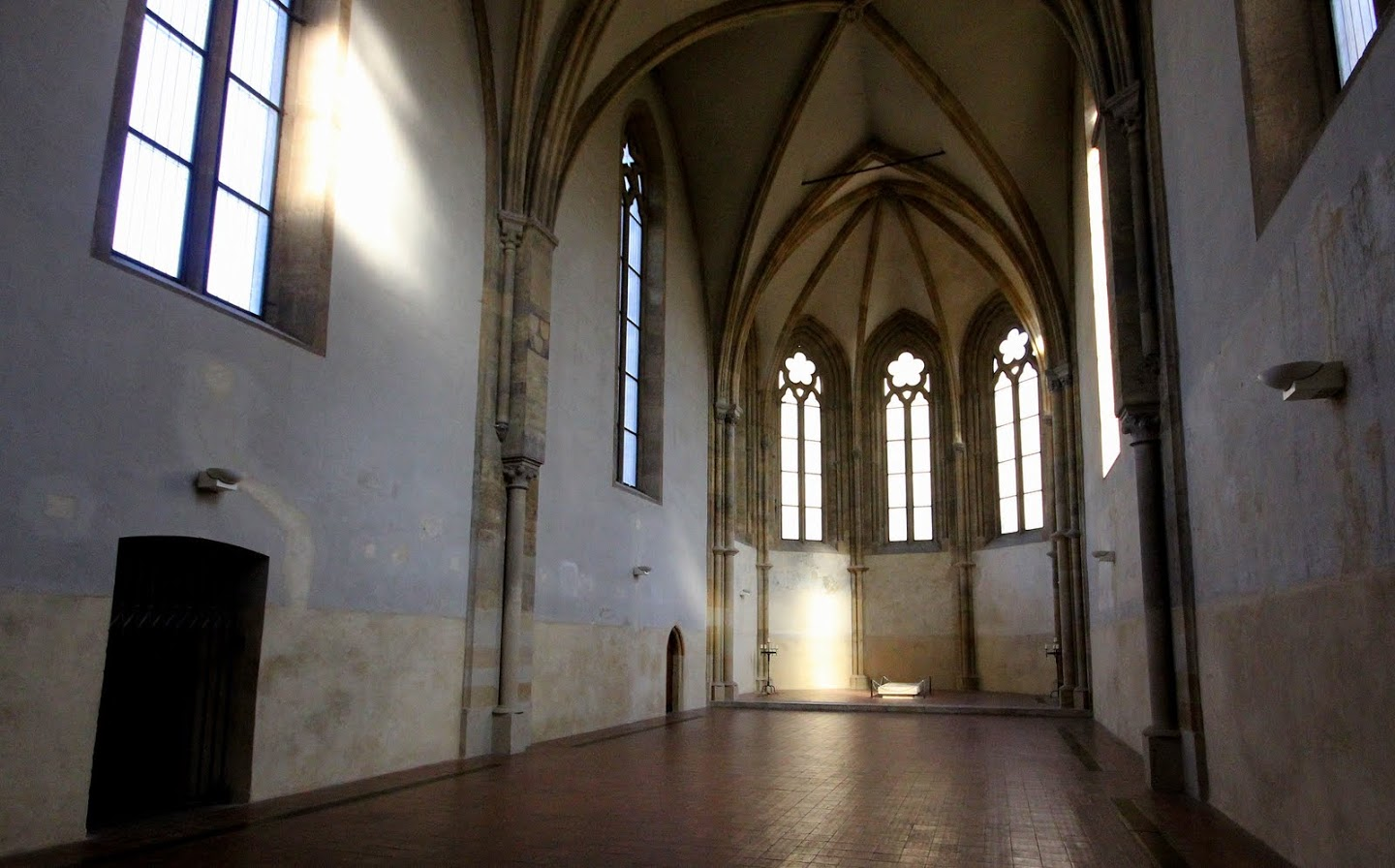
A kolostor egykori kápolnája

Prágai Szent Ágnes, vagy Csehországi, Přemysl, illetve Árpád-házi Szent Ágnes (Prága, 1205 – Prága, 1282. március 2.) I. Ottokár cseh király lánya; anyja III. Béla leánya, Konstancia cseh királyné.

## Élete
Atyja tervei szerint először Szakállas Henrik sziléziai herceg és Szent Hedvig fiával jegyezték el, és Sziléziába vitték, ahol Szent Hedvig a trebnici (trebnitzi) cisztercita apácák gondjára bízta. Három évet töltött a kolostorban. Miután jegyese vadászbalesetben meghalt, Ágnest visszavitték Prágába, ahol a doksonyi premontrei nővérek nevelték tovább.
Második vőlegénye II. Frigyes német-római császár fia, a későbbi VII. Henrik német király lett, ezért Ausztriába, a Babenberg-ház udvarába vitték, de atyja fölbontotta ezt az eljegyzést, és inkább magának II. Frigyesnek ígérte lánya kezét (amit időközben III. Henrik angol király is megkért).
1230-ban Ottokár váratlanul meghalt, és Ágnes IX. Gergely pápa közreműködésével rávette Frigyest, hogy álljon el a házasságtól. Visszatért Prágába, ahol háza közelében kolostort építtetett a minoritáknak, majd klarisszáknak a Szent Jakab-templom mellett. A kolostorba az első nővéreket Assisi Szent Klára, Ágnes levelezőpartnere küldte. Ágnes maga is belépett a zárdába, majd 1234-ben átvette annak irányítását. Főleg a betegekkel (különösen a leprásokkal) és az árvákkal törődött, olyannyira, hogy valóságos városnegyed alakult karitatív intézményeiből. Templomokat építtetett Assisi Szent Ferenc, Mária Magdolna és Szent Borbála tiszteletére.
Mindvégig tartotta a kapcsolatot családjával, erélyesen és okosan közvetített rokonai vitáiban. Halála előtt kibékítette Vencel királyt és lázadó fiát, Ottokárt.
Kolostorait 1782-ben II. József záratta be. Boldoggá avatását a huszita háborúk akadályozták meg.

## Emlékezete
- Sírját 1930-ban találták meg, és 1936-ban indították újra boldoggá avatását. II. János Pál pápa 1989. november 12-én avatta szentté.[1]
- Ünnepe június 8-án van.
- Szent Ágnes portréja szerepelt az 1993 és 2011 között forgalomban lévő cseh 50 koronás bankjegy előoldalán.

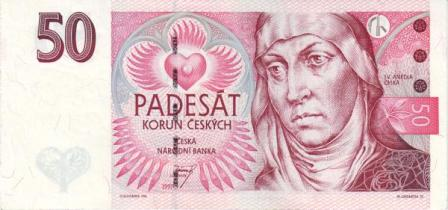
Cseh 50 koronás bankjegy Prágai Szent Ágnes portréjával

## Származása
| prágai Szent Ágnes (Prága, 1211. június 20.– Prága, 1282. március 2.) | Apja: I. Ottokár (1155 körül – Prága, 1230. december 15.) cseh fejedelem, majd király     | Apai nagyapja: II. Ulászló (1117 körül – Meerane, 1174. január 18.) cseh fejedelem, majd király     | Apai nagyapai dédapja: I. Ulászló cseh fejedelem (1550 körül –1125. április 12.)   |
| prágai Szent Ágnes (Prága, 1211. június 20.– Prága, 1282. március 2.) | Apja: I. Ottokár (1155 körül – Prága, 1230. december 15.) cseh fejedelem, majd király     | Apai nagyapja: II. Ulászló (1117 körül – Meerane, 1174. január 18.) cseh fejedelem, majd király     | Apai nagyapai dédanyja: Bergi Richeza (1195 körül –1125. szeptember 27.)           |
| prágai Szent Ágnes (Prága, 1211. június 20.– Prága, 1282. március 2.) | Apja: I. Ottokár (1155 körül – Prága, 1230. december 15.) cseh fejedelem, majd király     | Apai nagyanyja: Türingiai Judit (1135 körül – 1174. szeptember 11. után)                            | Apai nagyanyai dédapja: I. Lajos türingiai tartománygróf (? –1140. január 12.)     |
| prágai Szent Ágnes (Prága, 1211. június 20.– Prága, 1282. március 2.) | Apja: I. Ottokár (1155 körül – Prága, 1230. december 15.) cseh fejedelem, majd király     | Apai nagyanyja: Türingiai Judit (1135 körül – 1174. szeptember 11. után)                            | Apai nagyanyai dédanyja: Gudensbergi Hedvig (1098 – 1148)                          |
| prágai Szent Ágnes (Prága, 1211. június 20.– Prága, 1282. március 2.) | Anyja: Magyarországi Konstancia (Esztergom, 1180. február 17.– Tišnov, 1240. december 4.) | Anyai nagyapja: III. Béla (Esztergom, 1148 körül – Székesfehérvár, 1196. április 23.) magyar király | Anyai nagyapai dédapja: II. Géza magyar király (1130 körül –1162. május 31.)       |
| prágai Szent Ágnes (Prága, 1211. június 20.– Prága, 1282. március 2.) | Anyja: Magyarországi Konstancia (Esztergom, 1180. február 17.– Tišnov, 1240. december 4.) | Anyai nagyapja: III. Béla (Esztergom, 1148 körül – Székesfehérvár, 1196. április 23.) magyar király | Anyai nagyapai dédanyja: Kijevi Eufrozina (1130 körül –1193 körül)                 |
| prágai Szent Ágnes (Prága, 1211. június 20.– Prága, 1282. március 2.) | Anyja: Magyarországi Konstancia (Esztergom, 1180. február 17.– Tišnov, 1240. december 4.) | Anyai nagyanyja: Châtillon Anna (Antiókhia, 1154 körül – Székesfehérvár, 1184 körül)                | Anyai nagyanyai dédapja: Châtillon Rajnald fejedelem (1125 körül –1187. július 4.) |
| prágai Szent Ágnes (Prága, 1211. június 20.– Prága, 1282. március 2.) | Anyja: Magyarországi Konstancia (Esztergom, 1180. február 17.– Tišnov, 1240. december 4.) | Anyai nagyanyja: Châtillon Anna (Antiókhia, 1154 körül – Székesfehérvár, 1184 körül)                | Anyai nagyanyai dédanyja: Antiókhiai Konstancia (1127 körül – 1163 körül)          |